# Children on Their Birthdays
Children on Their Birthdays es una película filmada en 2002 de cine independiente que cuenta la historia de una muchacha de 13 años de edad, interpretada por Tania Raymonde, que ha permanecido brevemente en la ciudad de Alabama. La película se basa en un cuento corto del mismo nombre de Truman Capote. 
La película fue dirigida por Mark Medoff y estrellas Sheryl Lee, Joe Pichler, Jesse Plemons, Tania Raymonde, Tom Arnold y Christopher McDonald. La música fue por JD Hinton y Ross Vannelli con coreografía de Harrison McEldowney. 